# Бакаре, Эрион
Эрион Бакаре (англ. Ariyon Bakare) — английский актёр нигерийского происхождения. Наибольшую известность ему принесли роли в сериалах «Семейное дело» (2000—2001) и «Врачи» (2001—2005), а также фильмах «Восхождение Юпитер» (2015) и «Живое» (2017). 

## Биография
Родился в 1971 году в Лондоне. Учился в драматическом центре в Лондоне. 
Актёрский дебют Эриона состоялся в 1997 году. Помимо кино и телевидения, он также играет в театре.
В 2017 году вышел фильм «Живое», в котором Эрион сыграл роль экзобиолога Хью Дерри.

## Избранная фильмография
| Год       |    | Русское название                    | Оригинальное название         | Роль                                      |
| --------- | -- | ----------------------------------- | ----------------------------- | ----------------------------------------- |
| 1999      | ф  | После дождя                         | After the Rain                | Джозеф                                    |
| 2000—2001 | с  | Семейное дело                       | Family Affairs                | Эдриан Скотт                              |
| 2001—2005 | с  | Врачи                               | Doctors                       | доктор Бен Куорме                         |
| 2008      | ф  | Тёмный рыцарь                       | The Dark Knight               | начальник охраны                          |
| 2015      | ф  | Восхождение Юпитер                  | Jupiter Ascending             | мистер Григан                             |
| 2015      | с  | Джонатан Стрендж и мистер Норрелл   | Jonathan Strange & Mr Norrell | Стивен Блэк                               |
| 2015      | с  | Тиран                               | Tyrant                        | Соломон                                   |
| 2015      | с  | Доктор Кто                          | Doctor Who                    | Леандро (серия «Женщина, которая выжила») |
| 2016      | с  | Свежая кровь                        | New Blood                     | Маркус Джонсон                            |
| 2016      | ф  | Изгой-один. Звёздные войны: Истории | Rogue One: A Star Wars Story  | Блю Фор                                   |
| 2017      | ф  | Живое                               | Life                          | экзобиолог Хью Дерри                      |
| 2019      | ф  | Фрэнки                              | Frankie                       | Иэн                                       |
| 2019      | с  | Благие знамения                     | Good Omens                    | герцог преисподней Лигур                  |
| 2019      | с  | Карнивал Роу                        | Carnival Row                  | Дариус                                    |
| 2019—2020 | с  | Тёмные начала                       | His Dark Materials            | лорд Бореал                               |
| 2021      | с  | Слишком близко                      | Too Close                     | Дуги Томпсон                              |
| 2022      | мф | Изумительный Морис                  | The Amazing Maurice           | Загар (озвучка)                           |
| 2022      | с  | Берег москитов                      | The Mosquito Coast            | Ричард                                    |
| 2025      | с  | Доктор Кто                          | Doctor Who                    | Барбер (серия «История и двигатель»)      |